# Mönchhagen
Mönchhagen ist eine Gemeinde im Landkreis Rostock in Mecklenburg-Vorpommern (Deutschland). Die Gemeinde wird vom Amt Rostocker Heide mit Sitz in der Gemeinde Gelbensande verwaltet.

## Geografie
Die Gemeinde Mönchhagen liegt am östlichen Stadtrand der Hansestadt Rostock in einem überwiegend flachen Gebiet, das durch den Peezer Bach zum Breitling entwässert wird. Die Ostseeküste ist nur zehn Kilometer von Mönchhagen entfernt (Strand Markgrafenheide).
Umgeben wird Mönchhagen von den Nachbargemeinden Rövershagen im Norden, Bentwisch im Osten und Süden sowie Rostock im Westen.

## Geschichte
Der Ort Mönchhagen wurde in einer Verkaufsurkunde der Rostocker Heide vom 25. März 1252  durch  Heinrich Borwin III. an die Stadt Rostock erwähnt. Im Jahr 1960 wurden der jetzige Ortsteil Häschendorf und die Siedlung Heidekrug eingemeindet.

### Einwohnerentwicklung
(Zahlen jeweils vom 31. Dezember)
| Jahr | Einwohner |
| ---- | --------- |
| 1845 | 342       |
| 1872 | 310       |
| 1944 | 300       |
| 1964 | 763       |

| Jahr | Einwohner |
| ---- | --------- |
| 1975 | 675       |
| 1985 | 610       |
| 1991 | 574       |
| 1995 | 635       |

| Jahr | Einwohner |
| ---- | --------- |
| 1999 | 909       |
| 2001 | 1.052     |
| 2003 | 1.087     |
| 2009 | 1.099     |

## Politik

### Gemeindevertretung
Die Gemeindevertretung besteht aus 10 Mitgliedern und dem Bürgermeister. Sie setzt sich seit der Kommunalwahl 2019 wie folgt zusammen:
| Partei / Wählergruppe                             | Stimmen | Sitze |
| Freie Wählergruppe für Mönchhagen und Häschendorf | 51,84 % | 5     |
| Freiwillige Feuerwehr Mönchhagen                  | 38,55 % | 4     |
| AfD                                               | 9,61 %  | 1     |

### Wappen
Blasonierung: „In Blau ein schreitender goldener Mönch, beseitet von je einem goldenen Eibenzweig mit drei goldenen Früchten.“

### Flagge
Die Flagge der Gemeinde Mönchhagen ist quer zur Längsachse des Flaggentuchs von Blau, Gold (Gelb) und Blau gestreift. Die blauen Streifen nehmen je ein Viertel, der goldene (gelbe) Streifen nimmt die Hälfte der Länge des Flaggentuchs ein. In der Mitte des goldenen (gelben) Streifens liegt das Gemeindewappen, das zwei Drittel der Höhe des Flaggentuchs einnimmt. Die Höhe des Flaggentuchs verhält sich zur Länge wie 3:5.

## Sehenswürdigkeiten
→ Siehe auch Liste der Baudenkmale in Mönchhagen
- Gedenkstein von 1970 im Ortsteil Häschendorf an der heutigen Bundesstraße 105 zur Erinnerung an die Opfer des Todesmarsches der Häftlinge des KZ-Außenlagers Barth des KZ Ravensbrück vom Mai 1945
- ca. 500 Jahre alte Eibe in der Dorfmitte an der Straße Unterdorf mit einem Umfang von ca. 3,9 m[3]

## Wirtschaft und Infrastruktur
Die Gemeinde ist vorwiegend landwirtschaftlich geprägt, hat sich aber seit 1991 zu einem Wohnstandort – besonders für Zugezogene aus dem nahen Rostock – entwickelt. So existiert ein landwirtschaftlicher Betrieb, mehrere Kleinstgewerbe und zwei Tankstellen. Der Ort ist ein klassisches Straßendorf. Ein Großteil der Bebauung reiht sich entlang der quer zur Bundesstraße 105 gelegenen Hauptstraße ("Unterdorf") auf.

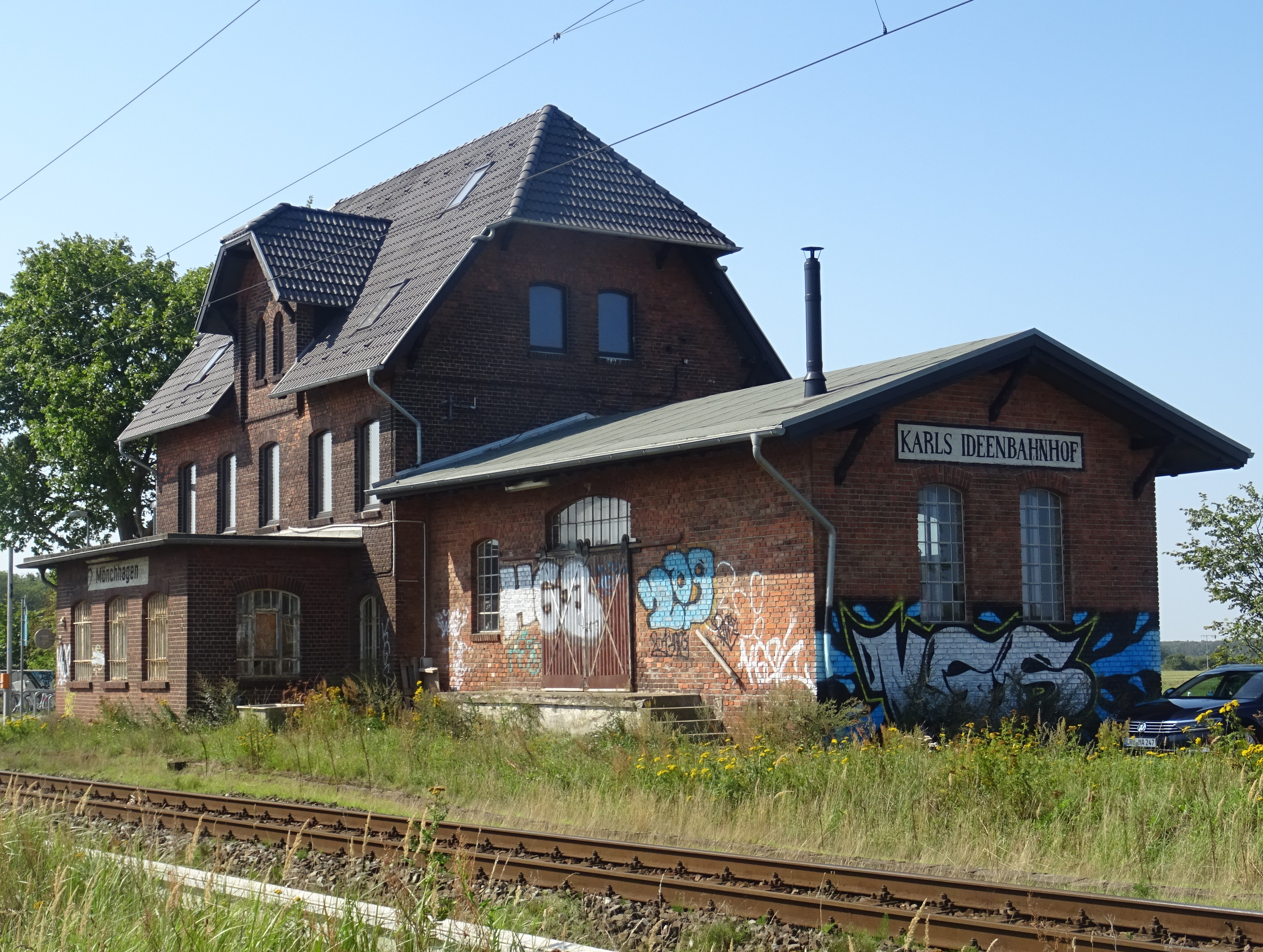
Bahnhof Mönchhagen

### Verkehrsanbindung
Mönchhagen liegt an der Bundesstraße 105 und hat mit einem eigenen Bahnhof Anschluss an die parallel verlaufende Bahnlinie von Rostock nach Stralsund (RB 12 und teilweise RE 9). In sechs Kilometer Entfernung besteht Anschluss an die Bundesautobahn 19 (Rostock – Berlin).

### Einrichtungen
- Zentrale Einrichtung in Mönchhagen ist das Feuerwehrhaus, welches ebenfalls das Gemeindebüro und den Versammlungsraum beinhaltet.
- Es gibt eine Kindertagesstätte, einen Mehrgenerationenplatz und einen Sportplatz